# Necydalis yakushimensis
Necydalis yakushimensis är en skalbaggsart som beskrevs av Keiichi Kusama 1975. Necydalis yakushimensis ingår i släktet stekelbockar, och familjen långhorningar. Inga underarter finns listade i Catalogue of Life.